# Moritz Ganz
Eduard Moritz Ganz (geb. als Moises Salomon Ganz; * 16. September 1806 in Mainz; † 15. Juni 1869 in Berlin) war ein deutscher Cellist und Komponist.
Der Bruder des Dirigenten und Komponisten Adolph Ganz und des Geigers Leopold Ganz hatte den ersten Cellounterricht bei seinem Vater Salomon Ganz und setzte seine Ausbildung bei František Jan Štiasný und Gottfried Weber fort. Um 1820 wurde er Mitglied des Mainzer Theaterorchesters. 1827 wurde er als Nachfolger von Max Bohrer Kammermusikus und Erster Cellist der Königlichen Kapelle Berlin. Im Jahr 1836 erhielt er den Titel des Königlichen Konzertmeisters. Mit seinem Bruder Leopold unternahm er mehrere Konzertreisen nach London.
Unter den im Druck erschienenen Werken Ganz’ finden sich Kompositionen für Cello und Orchester, Violine und Klavier wie Konzerte, Phantasien, Divertissements, Duos, Trios und Transkriptionen (u. a. von Werken Gottfried Webers, Giacomo Meyerbeers und Niccolo Paganinis). Zu seinen Schülern zählten Julius Steffens, Julius Rietz, Wilhelm Lotze, Joseph Giese und Magnus Klietz.